# Absinthin
Absinthin ist mit einem Gehalt von 0,2 bis 0,28 % der Hauptbestandteil der Bitterstoffe, die im Wermut (Artemisia absinthium) enthalten sind.

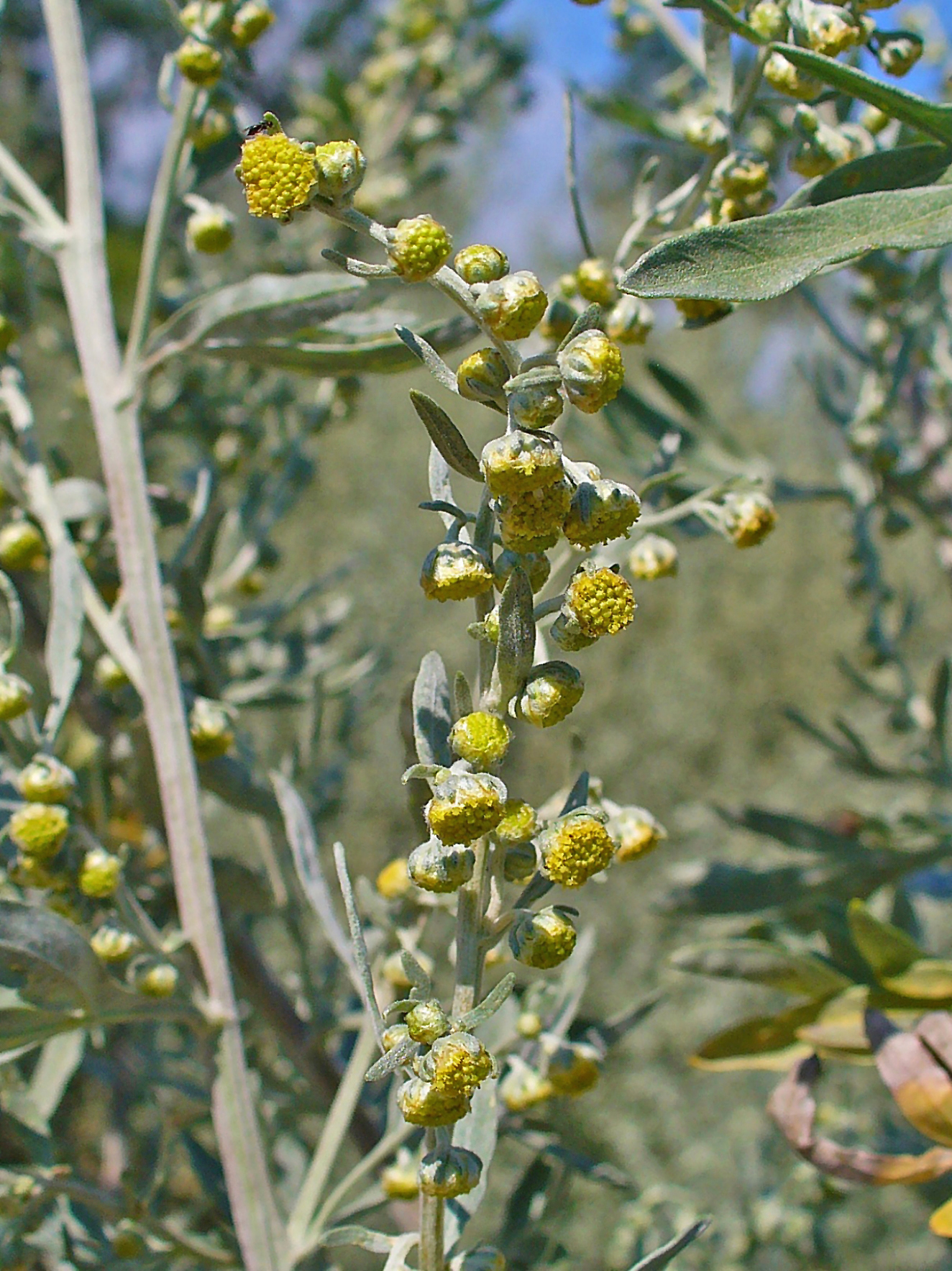
Wermut (Artemisia absinthium), Blütenstand

Es gehört chemisch gesehen zu den Sesquiterpenlactonen, genauer zu den Guajanoliden – es entsteht aus zwei Molekülen Artabsin, das ebenfalls in dem Kraut zu finden ist (ca. 0,1 %), nach dem Mechanismus einer [4+2]-Cycloaddition (Diels-Alder-Reaktion).
Absinthin kommt neben Artabsin in Wermutkraut vor und ist die hauptverantwortliche Verbindung für den bitteren Geschmack.